# Brunsviger
Brunsviger er en bradepandekage af gærdej, som smøres med en remonce (kaldet snav eller snask) lavet af farin, sirup og margarine eller smør. Remoncen hældes på den hævede gærdej, der øjeblikkeligt bages.
Brunsviger er specielt kendt på Fyn, hvor den sammen med rundstykker hører søndagsmorgenerne til, og udfærdiget som kagemand er den fast bestanddel til børnefødselsdage. På Fyn kaldes en brunsviger også en brunner, og sammenklappet med et rundstykke, en runder, kalder de denne specialitet en runder med brunner.

## Navnet brunsviger
Navnet brunsviger kommer formentlig fra den tyske by Braunschweig, men sammenhængen er usikker.
Både en "Brunsviger-Kage" og en "Brunsviger-Søsterkage" nævnes i en dansk kogebog af Sofie Horten fra 1910.

## Kager som kan forveksles med brunsviger
Brunsviger kan dog forveksles med en kage fra Ringkøbing: kanelkage, som minder meget om brunsviger, men afviger ved at der er tilsat meget kanel i dens remonce.
På grund af ligheden kaldes kanelkagen oftest brunsviger, selvom opskriften afviger betragteligt.
I Vendsyssel har bagerne ofte smørkager, som er brunsvigere bagt i et lille aflangt stykke; også kendt som futsko. Den vendsysselske kagemand er foruden slik pyntet med flødeskum.

## Brunsvigerens Dag
I 2017 fik brunsvigeren sin egen dag, da da de to radioværter på P4 Fyn Erik Nielsen & Jakob Risbro markerede dagen.
Brunsvigerens Dag afholdes nu hvert år, den sidste torsdag inden Folkeskolens efterårsferie, der ligger i uge 42, midt i oktober.